# Sławomir Rodaszyński
Sławomir Rodaszyński (ur. 29 marca 1964 w Łodzi) – polski duchowny metodystyczny i działacz ekumeniczny, od 1989, pastor zboru ewangelicko-metodystycznego w Chodzieży, a także pastor parafii w Międzyrzeczu. Był pastorem parafii w Koszalinie w latach 2004–2008. Koordynator Regionalny Kościoła w północno-zachodniej Polsce, 16 czerwca 2013, wybrany podczas 92 Dorocznej Konferencji (Synodu) Kościoła Ewangelicko-Metodystycznego w RP, zastępcą Superintendenta naczelnego Andrzeja Malickiego oraz Superintendentem Okręgu Zachodniego (Zwierzchnik Diecezji Zachodniej).
Był członkiem Komisji Ekumenicznej i kapelanem IX Zjazdu Gnieźnieńskiego.
Od maja 2022 roku jest przewodniczącym Polskiej Rady Ekumenicznej Oddziału w Poznaniu.